# Рогів (Соколівський повіт)
Рогів (Роґув, пол. Rogów) — село в Польщі, у гміні Репки Соколовського повіту Мазовецького воєводства. Населення — 273 особи (2011).

## Історія
1546 року вперше згадується православна церква в селі.
За даними етнографічної експедиції 1869—1870 років під керівництвом Павла Чубинського, у селі переважно проживали греко-католики, які розмовляли українською мовою. 1872 року місцева греко-католицька парафія налічувала 388 вірян.
У 1975—1998 роках село належало до Седлецького воєводства.

## Населення
Демографічна структура станом на 31 березня 2011 року:
|          | Загалом | Допрацездатний вік | Працездатний вік | Постпрацездатний вік |
| -------- | ------- | ------------------ | ---------------- | -------------------- |
| Чоловіки | 135     | 18                 | 96               | 21                   |
| Жінки    | 138     | 18                 | 77               | 43                   |
| Разом    | 273     | 36                 | 173              | 64                   |